# Saison 2017 des Red Sox de Boston
La saison 2017 des Red Sox de Boston est la 117e saison en Ligue majeure de baseball pour cette franchise.
Les Red Sox rééditent en 2017 leur performance de 2016 : une fiche de 93 victoires et 69 défaites, et une première place dans la division Est de la Ligue américaine. Malheureusement pour eux, là ne s'arrêtent pas les similarités puisque, tout comme l'automne précédent, leur parcours en séries éliminatoires est bref et se termine par un revers dès la ronde des Séries de divisions, où ils s'avouent cette fois battus trois matchs à un par les Astros de Houston.
À sa première année à Boston, Chris Sale mène le baseball majeur avec 308 retraits sur des prises et est le premier lanceur depuis la saison 2002 à réussir au moins 300 retraits sur des prises en une saison.

## Saison régulière
La saison régulière de 162 matchs des Red Sox débute à domicile à Fenway Park le 3 avril 2017 lorsque les Pirates de Pittsburgh sont les visiteurs, et se termine le 1er octobre 2017.

### Classement
| Ligue américaine division Est | V  | D  | %    | Diff. | Diff. (séries) |
| ----------------------------- | -- | -- | ---- | ----- | -------------- |
| Red Sox de Boston             | 93 | 69 | ,574 | -     | -              |
| Yankees de New York           | 91 | 71 | ,562 | 2     | +6             |
| Rays de Tampa Bay             | 80 | 82 | ,494 | 13    | 5              |
| Blue Jays de Toronto          | 76 | 86 | ,469 | 17    | 9              |
| Orioles de Baltimore          | 75 | 87 | ,463 | 18    | 10             |